# Arkadag Futbol Kluby
FK Arkadag (turkmena: Arkadag Futbol Kluby, Arkadag FK) è una squadra di calcio professionistica con sede ad Arkadag, Turkmenistan. Fondata nel 2023 da Gurbanguly Berdimuhamedow, la squadra gioca nella Ýokary Liga. È diventata campione nazionale nella sua prima stagione.

## Storia
L'Arkadag è stata fondato in vista della stagione 2023, inserito già nella massima serie turkmena. Molti dei migliori giocatori del paese si sono uniti al club in una sessione di calciomercato che è stata appositamente ampliata per consentire questo. La società è stata criticata dai tifosi delle altre squadre con l'accusa di essere evidentemente favorita dalle autorità politiche. 
Nel novembre dello stesso anno Wladimir Baýramow è diventato l'allenatore del club, con un contratto iniziale di un anno. Nello stesso mese è stato presentato il logo della squadra con l'immagine di un cavallo Akhal-Teke.
Il 3 dicembre, l'Arkadag ha conquistato il suo primo titolo nazionale, sconfiggendo l'Altyn Asyr per 4-0 e vincendo tutte le 24 partite di campionato. La squadra ha ottenuto un totale di 72 punti con una differenza reti di 83-17. Il capocannoniere del club e del campionato con 27 gol è stato Didar Durdyev.
Nella stagione 2024-2025 conquista il primo titolo internazionale vincendo l'AFC Challenge League.

## Stadio
Lo stadio principale dell'FC Arkadag è lo stadio Arkadag da 10.000 posti.
Il Nusaý Stadium è stata utilizzato in alcune partite della Ýokary Liga.

## Colori, stemma e divisa

### Divisa e stemma
La tradizionale divisa casalinga dell'FC Arkadag è composta prevalentemente dai colori verde e bianco. Il secondo set di kit è completamente verde con elementi bianchi. Lo stemma del club è un rampante cavallo Akhal-Teke e sullo sfondo i monti del Kopet Dag. Il logo utilizza i colori bianco e blu.

### Produttori di kit e sponsor di magliette
- 2023-     Jako

## Allenatori
- 2023 -  Wladimir Baýramow
 Guwançmuhammet Öwekow
 Begençmuhammet Kulyýew
- 2024 -  Wladimir Baýramow
 Didar Hajyýew (gironi dell'AFC CL)
- 2025 -  Wladimir Baýramow
 Dovletmyrat Annayev
 Akhmet Allaberdiyev

## Calciatori

### Marcatori all-time in competizioni internazionali
| Posizione |                         | Giocatore             | Anni      | Presenze | AFC CL | Totali |
| --------- | ----------------------- | --------------------- | --------- | -------- | ------ | ------ |
| 1         | Turkmenistan (bandiera) | Altymurad Annadurdyev | 2024-2025 | 6        | 4      | 4      |
| 2         | Turkmenistan (bandiera) | Begench Akmamedov     | 2024-2025 | 6        | 2      | 2      |
| 2         | Turkmenistan (bandiera) | Shanazar Tirkishov    | 2024-2025 | 7        | 2      | 2      |
| 4         | Turkmenistan (bandiera) | Shamammet Hydyrov     | 2024-2025 | 5        | 1      | 1      |
| 4         | Turkmenistan (bandiera) | Didar Durdyyev        | 2024-2025 | 6        | 1      | 1      |
| 4         | Turkmenistan (bandiera) | Abdy Basimov          | 2024-2025 | 7        | 1      | 1      |
| 4         | Turkmenistan (bandiera) | Yazgylych Gurbanov    | 2024-2025 | 4        | 1      | 1      |

## Palmarès

### Competizioni nazionali
- Ýokary Liga: 2

2023, 2024
- Coppa del Turkmenistan: 2

2023, 2024
- Supercoppa del Turkmenistan: 1

2024
- Turkmenistan Football Federation Cup: 1

2025

### Competizioni internazionali
- AFC Challenge League: 1

2024-2025

## Statistiche e record

### Partecipazione ai campionati
Di seguito una tabella raffigurante la partecipazione dell'Arkadag ai campionati di calcio.
| Livello | Categoria   | Partecipazioni | Debutto | Ultima stagione | Totale |
| ------- | ----------- | -------------- | ------- | --------------- | ------ |
| 1º      | Ýokary Liga | 3              | 2023    | 2025            | 3      |

### Partecipazione alle competizioni AFC
| Competizione AFC         | Partecipazioni | Debutto   | Ultima stagione | Totale |
| ------------------------ | -------------- | --------- | --------------- | ------ |
| AFC Challenge League     | 1              | 2024-2025 | 2024-2025       | 1      |
| AFC Champions League Two | 1              | 2025-2026 | 2025-2026       | 1      |